# Anton Jüngling
Anton Jüngling (14. dubna 1798 Vídeň – 30. listopadu 1885 Vídeň) byl rakouský železniční architekt.

## Životopis
Vystudoval polytechnický institut ve Vídni a Akademii výtvarných umění ve Vídni u architekta Petra Nobileho. V letech 1822–1838 pracoval jako účetní zapisovatel u c. k. Dvorského stavebního úřadu ve Vídni, 1836–1842 pracoval jako projektant pozemních staveb c.k. Severní dráhy císaře Ferdinanda (SDCF). Než opustil státní službu vykonával obě zaměstnání a v roce 1837 žádal SDCF o přijetí za stálého architekta. V roce 1842 nastoupil jako přednosta kanceláře pozemních staveb Generálního ředitelství státních drah, v letech 1850–1852 v Generálním stavebním ředitelství, v letech 1852–1860 pracoval v Ústředním ředitelství pro železniční stavby a v letech 1860–1864 v Generální inspekci rakouských železnic.

## Dílo
Na doporučení stavebního rady Hermenegilda Francesconiho obdržel v roce 1838 Anton Jüngling zadání na vypracování plánů, rozpočtů a zadávacích podmínek pro staniční budovy na trati Vídeň–Brno. Jünglinga práce zaujala natolik, že opustil dráhu státního úředníka a nastoupil k SDCF jako architekt v pozici adjunkta vrchního inženýra. Do roku 1842 navrhoval a řídil stavby především výpravních budov na tratích společnosti SDCF Vídeň–Břeclav–Brno, Břeclav–Přerov–Lipník nad Bečvou, Přerov–Olomouc, od roku 1842 na tratích Severní státní dráhy Olomouc–Praha, Brno–Česká Třebová a další (Praha–Děčín).
První stavby, které ještě nepodléhaly typizaci byly navrhovány jednotlivě. Přesto se u Jünglingových staveb opakovaly některé formy, jako patrové stavby s vysokou valbovou střechou, a architektonické prvky (mělké rizality, atiky, trojúhelníkové štíty). Jeho práce byla ovlivněna i vzory anglických staveb, např. samostatně stojící nástupištní přístřešky se sedlovými střechami, které jsou nesené dřevěnými sloupky, byly inspirovány průjezdnou stanicí v Crown Street v Liverpoolu z roku 1830.
Od roku 1842 Jügling pracoval pro Severní státní dráhu. V té době již byly stanice rozděleny dle významnosti do pěti tříd, z nich nejpočetnější byla IV. třída (čekárna, pokladna, dva byty a vodárna). Toto rozdělení vedlo Jünglinga k vytvoření typizovaných staveb, které byly rozlišovány drobnými detaily např. v členění fasád, délkou křídel (u vodáren).
Některé stavby:
- 1838 Nordbanhof, Vídeň, klasicistní sloh, přestavěno v letech 1859–1865, bombardován v roce 1945, zbořeno
- 1838 Rajhrad, výpravní budova s remízou
- 1839 návrh nádraží Břeclav (realizováno v roce 1840)
- 1839 Žabčice strážní domek s čekárnou, klasicismus[2]
- 1841 přestavba brněnského nádraží[4]
- 1841 Hodonín nádraží, výpravní budova, vodárna a remíza[2]
- 1841 původní nádraží Přerov
- 1841 původní nádraží Olomouc
- 1841 výpravní budova Napajedla[3]
- 1841 strážní domek později rozšířen o přístavbu patrové vodárny s přízemním křídlem Moravská Nová Ves[3]
- 1843 architektonický návrh budov nádraží Františka Josefa (Masarykovo nádraží), klasicismus a novorenesanční sloh, přestavěno v šedesátých letech 19. století.[5][6]
- 1845 výpravní budova nádraží v Kolíně (zbořena v roce 1940)[7]
- 1845 výpravní budova nádraží v Českém Brodě[8] (nahrazena ve 20. letech 20. stol., zbořena)

- 1845 nádraží Ústí nad Orlicí, výpravní budova, empír[9]
- 1845 nádraží Česká Třebová, klasicismus[10], ve 20. letech 20. století zbouráno ve prospěch novější a větší budovy
- 1843–1949 vrchní inženýr trati Brno–Česká Třebová[11][chybí lepší zdroj]
- 1848 nádraží Adamov[12]